# Kedi (film, 2006)
Pour les articles homonymes, voir Kedi.
Kedi est un film indien, écrit et réalisé par Jyothi Krishna, sorti en 2006. 
Ce film est un film d'action et les acteurs principaux sont: Ileana D'Cruz, Tamannaah Bhatia et Ravi Krishna.